# Calvoa
Calvoa es un género de plantas fanerógamas pertenecientes a la familia Melastomataceae.   Comprende 28 especies descritas y de estas, solo 6 aceptadas.

## Taxonomía
El género fue descrito por Joseph Dalton Hooker y publicado en Genera Plantarum 1: 732, 755. 1867.

## Especies aceptadas
A continuación se brinda un listado de las especies del género Calvoa aceptadas hasta febrero de 2013, ordenadas alfabéticamente. Para cada una se indica el nombre binomial seguido del autor, abreviado según las convenciones y usos:
- Calvoa hirsuta Hook. f.
- Calvoa monticola A. Chev. ex Hutch. & Dalziel
- Calvoa orientalis Taub.
- Calvoa pulcherrima Gilg ex Engl.
- Calvoa seretii De Wild.
- Calvoa trochainii Jacq.-Fél.